# Cyatheaceae
De Cyatheaceae vormen een familie van boomvarens (orde Cyatheales). De boomvarens worden gekenmerkt door hun boomvormige bouw met een rechte stam en alle bladeren in een kruin. 
Een andere belangrijke familie in deze Cyatheales orde zijn de Dicksoniaceae, die een uiterlijke overeenkomst vertonen met de Cyatheaceae.
De familie heeft de volgende geslachten:
- Alsophila (incl. Nephelea)
- Cyathea (incl. Cnemidaria, Hemitelia, Trichipteris)
- Gymnosphaera
- Hymenophyllopsis
- Sphaeropteris (incl. Fourniera)